# Anopheles
Anopheles, rod kukaca dvokrilaca (diptera) iz porodice komaraca (Culicidae) najpoznatiji po prenošenju malarije. Anofelesi se odlikuju tankim poput vlakana dugačkim nogama i išaranim krilima, te time što su domaćini uzročnika ljudske malarije, takozvanim plazmodijima.
Malariju prenose isključivo ženke koje se hrane ljudskom krvlju u kojoj ima hemoglobina bogatih bjelančevinama koje su im potrebne kako bi hranile svoja jajašca. Ženka izaziva malariju tako što područje uboda podmazuje slinom kako bi spriječila zgrušavanje krvi. U slini komarca nalazi se jednostanični malarijski nametnici, znani kao plazmodiji, prenosnici koji izazivaju zarazu. U krvotok ubodom dospijeva nemkoliko desetaka plazmodija, ali obično je dovoljan jedan da može izazvati smrt.
Plazmodiji se u krvotoku zadržavaju tek nekoliko minuta dok krvožilnim sustavom ne dospiju do jetara gdje se ugnijezde

## Rodovi
- Anopheles aberrans Harrison & Scanlon, 1975
- Anopheles acaci Baisas, 1946
- Anopheles acanthotorynus Komp, 1937
- Anopheles aconitus Donitz, 1902
- Anopheles africanus Roque, 1903
- Anopheles ahomi Chowdhury, 1929
- Anopheles ainshamsi Gad, 2006
- Anopheles aitkenii James, 1903
- Anopheles albimanus Wiedemann, 1820
- Anopheles albitarsis Lynch Arribalzaga, 1878
- Anopheles albotaeniatus (Theobald, 1903)
- Anopheles algeriensis Theobald, 1903
- Anopheles alongensis Venhuis, 1940
- Anopheles amictus Edwards, 1921
- Anopheles anchietai Correa & Ramahlo, 1968
- Anopheles annandalei Prashad, 1918
- Anopheles annularis Wulp, 1884
- Anopheles annulipalpis Lynch Arribalzaga, 1878
- Anopheles annulipes Walker, 1856
- Anopheles anomalophyllus Komp, 1936
- Anopheles antunesi Galvao & Amarai, 1940
- Anopheles apicimacula Dyar & Knab, 1906
- Anopheles apoci Marsh, 1933
- Anopheles aquasalis Curry, 1932
- Anopheles arabiensis Patton, 1905
- Anopheles arboricola Zavortink, 1970
- Anopheles ardensis (Theobald, 1905)
- Anopheles argenteolobatus (Gough, 1910)
- Anopheles argyritarsis Robineau-Desvoidy, 1827
- Anopheles argyropus (Swellengrebel, 1914)
- Anopheles arnoulti Grjebine, 1966
- Anopheles artemievi Gordeyev, Zvantsov, Goryacheva, Shaikevich & Yezhov, 2005
- Anopheles aruni Sobti, 1968
- Anopheles asiatica Giles, 1904
- Anopheles asiaticus Leicester, 1903
- Anopheles atratipes Skuse, 1889
- Anopheles atroparvus Thiel, 1927
- Anopheles atropos Dyar & Knab, 1906
- Anopheles aurirostris (Watson, 1910)
- Anopheles austenii (Theobald, 1905)
- Anopheles auyantepuiensis Harbach & Navarro, 1996
- Anopheles azaniae Bailly-Choumara, 1960
- Anopheles azevedoi Riberio, 1969
- Anopheles aztecus Hoffmann, 1935
- Anopheles baezai Gater, 1933
- Anopheles baileyi Edwards, 1929
- Anopheles baimaii Sallum & Peyton, 2005
- Anopheles baisasi Colless, 1957
- Anopheles balabacensis Baisas, 1936
- Anopheles balerensis Mendoza, 1947
- Anopheles bambusicolus Komp, 1937
- Anopheles bancroftii Giles, 1902
- Anopheles barberellus Evans, 1932
- Anopheles barberi Coquillett, 1903
- Anopheles barbirostris Wulp, 1884
- Anopheles barbiventris Brug., 1938
- Anopheles barbumbrosus Strickland & Chowdhury, 1927
- Anopheles barianensis James, 1911
- Anopheles basilewskyi Leleup, 1957
- Anopheles beklemishevi Stegnii & Kabanova, 1976
- Anopheles belenrae Rueda, 2005
- Anopheles bellator Dyar & Knab, 1906
- Anopheles benarrochi Gabaldon, Gracia & Lopez, 1941
- Anopheles bengalensis Puri, 1930
- Anopheles benguetensis King, 1931
- Anopheles berghei Vincke & Leleup, 1949
- Anopheles bervoetsi D'Haenans, 1961
- Anopheles boliviensis (Theobald, 1905)
- Anopheles borneensis McArthur, 1949
- Anopheles brachypus Donitz, 1902
- Anopheles bradleyi King, 1939
- Anopheles braziliensis Chagas, 1907
- Anopheles brevipalpis Roper, 1914
- Anopheles brevirostris Reid, 1950
- Anopheles brohieri Edwards, 1929
- Anopheles broussesi Edwards, 1929
- Anopheles brucei Service, 1960
- Anopheles brumpti Hamon & Rickenbach, 1955
- Anopheles brunnipes (Theobald, 1910)
- Anopheles bulkleyi Causey, 1937
- Anopheles bustamentei Galvao, 1955
- Anopheles buxtoni Service, 1958
- Anopheles bwambae White, 1985
- Anopheles calderoni Wilkerson, 1991
- Anopheles caliginosus Meillon, 1943
- Anopheles cameronensis Edwards, 1929
- Anopheles cameroni Meillon & Evans, 1935
- Anopheles campestris Reid, 1962
- Anopheles canorii Floch & Abonnenc, 1945
- Anopheles carnevalei Brunhes, Le Goff & Geoffroy, 1999
- Anopheles caroni Adam, 1961
- Anopheles carteri Evans & Meillon, 1933
- Anopheles changfus Ma, 1981
- Anopheles chiriquiensis Komp, 1936
- Anopheles chodukini Martini, 1929
- Anopheles christyi (Newstead & Carter, 1911)
- Anopheles cinctus (Newstead & Carter, 1910)
- Anopheles cinereus Theobald, 1901
- Anopheles claviger (Meigen, 1804)
- Anopheles clowi Rozeboom & Knight, 1946
- Anopheles colledgei Marks, 1956
- Anopheles collessi Reid, 1963
- Anopheles comorensis Brunhes, Le Goff & Geoffroy, 1997
- Anopheles concolor Edwards, 1938
- Anopheles confusus Evans & Leeson, 1935
- Anopheles corethroides Theobald, 1907
- Anopheles costai Fonseca & Silva Ramos, 1939
- Anopheles costalis Loew, 1866
- Anopheles courdurieri Grjebine, 1966
- Anopheles coustani Laveran, 1900
- Anopheles cracens Sallum & Peyton, 2005
- Anopheles crawfordi Reid, 1953
- Anopheles cristatus King & Baisas, 1936
- Anopheles cristipalpis Service, 1977
- Anopheles crockeri Colless, 1955
- Anopheles crucians Wiedemann, 1828
- Anopheles cruzii Dyar & Knab, 1908
- Anopheles crypticus Coetzee, 1995
- Anopheles cucphuongensis Phan, Manh & Hinh, 1990
- Anopheles culicifacies Giles, 1901
- Anopheles culiciformis Cogill, 1903
- Anopheles cydippis Meillon, 1931
- Anopheles daciae Linton, Nicolescu & Harbach, 2004
- Anopheles danaubento Mochtar & Walandouw, 1934
- Anopheles dancalicus Corradetti, 1939
- Anopheles darlingi Root, 1926
- Anopheles daudi Coluzzi, 1958
- Anopheles dazhaius Ma, 1981
- Anopheles deaneorum Rosa-Freitas, 1989
- Anopheles deemingi Service, 1970
- Anopheles demeilloni Evans, 1933
- Anopheles diluvialis Reinert, 1997
- Anopheles dirus Peyton & Harrison, 1979
- Anopheles dispar Rattanarithikul & Harbach, 1990
- Anopheles distinctus Newstead & Carter, 1911
- Anopheles domicola Edwards, 1916
- Anopheles donaldi Reid, 1962
- Anopheles dravidicus Christophers, 1924
- Anopheles dthali Patton, 1905
- Anopheles dualaensis Brunhes, Le Goff & Geoffroy, 1999
- Anopheles dunhami Causey, 1945
- Anopheles dureni Edwards, 1938
- Anopheles earlei Vargas, 1943
- Anopheles eiseni Coquillett, 1902
- Anopheles ejercitoi Mendoza, 1947
- Anopheles elegans (James, 1903)
- Anopheles engarensis Kanda & Oguma, 1978
- Anopheles eouzani Bruhnes, Goff & Bousses, 2003
- Anopheles epiroticus Linton & Harbach, 2005
- Anopheles erepens Gillies, 1958
- Anopheles erythraeus Corradetti, 1939
- Anopheles ethiopicus Gillies & Coetzee, 1987
- Anopheles evandroi LIma, 1937
- Anopheles evansae Brethes, 1926
- Anopheles faini Leleup, 1952
- Anopheles farauti Laveran, 1902
- Anopheles fausti Vargas, 1943
- Anopheles filipinae Manalang, 1930
- Anopheles flavicosta Edwards, 1911
- Anopheles flavirostris (Ludlow, 1914)
- Anopheles fluminensis Root, 1927
- Anopheles fluviatilis James, 1902
- Anopheles fontinalis Gillies & Meillon, 1968
- Anopheles forattinii Wilkerson & Sallum, 1999
- Anopheles formosus Ludlow, 1909
- Anopheles fragilis (Theobald, 1903)
- Anopheles franciscanus McCracken, 1904
- Anopheles franciscoi Reid, 1962
- Anopheles freeborni Aitken, 1939
- Anopheles freetownensis Evans, 1925
- Anopheles freyi Meng, 1957
- Anopheles funestus Giles, 1900
- Anopheles fuscicolor Someren, 1947
- Anopheles fuscivenosus Leeson, 1930
- Anopheles gabaldoni Vargas, 1941
- Anopheles galvaoi Causey, Deane & Deane, 1943
- Anopheles gambiae Giles, 1902
- Anopheles garnhami Edwards, 1930
- Anopheles geometricus Correa, 1944
- Anopheles georgianus King, 1939
- Anopheles gibbinsi Evans, 1935
- Anopheles gigas Giles, 1901
- Anopheles gilesi (Peryassu, 1908)
- Anopheles gomezdelatorrei Levi-Castillo, 1955
- Anopheles gonzalezrinconesi Cova Garcia, Pulido & Escalante de Ugueto, 1977
- Anopheles grabhamii Theobald, 1901
- Anopheles grassei Grjebine, 1953
- Anopheles greeni Rattanarithikul & Harbach, 1990
- Anopheles grenieri Grjebine, 1964
- Anopheles griveaudi Grjebine, 1960
- Anopheles guarao Anduze & Capedevielle, 1949
- Anopheles guatemalensis Leon, 1938
- Anopheles hackeri Edwards, 1921
- Anopheles hailarensis Xu & Luo, 1998
- Anopheles halophylus Silva do Nascimento & Lourenço-de-Oliveira, 2002
- Anopheles hamoni Adam, 1962
- Anopheles hancocki Edwards, 1929
- Anopheles hargreavesi Evans, 1927
- Anopheles harperi Evans, 1936
- Anopheles harrisoni Harbach & Manguin, 2007
- Anopheles hectoris Giaquinto-Mira, 1931
- Anopheles heiheensis Ma, 1981
- Anopheles hermsi Barr & Guptavanij, 1988
- Anopheles hervyi Brunhes, Le Goff & Geoffroy, 1999
- Anopheles (Cellia) hilli Woodhill & Lee, 1944
- Anopheles (Kerteszia) hilli Cova Garcia, Pulido & de Ugueto, 1976
- Anopheles hinesorum Schmidt, Foley, Hartel, Williams & Bryan, 2001
- Anopheles hispaniola (Theobald, 1903)
- Anopheles hodgkini Reid, 1962
- Anopheles homunculus Komp, 1937
- Anopheles hughi Lambert & Coetzee, 1982
- Anopheles hunteri (Strickland, 1916)
- Anopheles hyrcanus (Pallas, 1771)
- Anopheles implexus (Theobald, 1903)
- Anopheles incognitus Brug, 1931
- Anopheles indefinitus (Ludlow, 1904)
- Anopheles ininii Senevet & Abonnenc, 1938
- Anopheles insulaeflorum (Swellengrebel & Swellengrebel de Graaf, 1919)
- Anopheles intermedius (Paryassu, 1908)
- Anopheles interruptus Puri, 1929
- Anopheles introlatus Colless, 1957
- Anopheles inundatus Reinert, 1997
- Anopheles irenicus Schmidt, Foley, Bugoro & Bryan, 2003
- Anopheles jacobi Hill & Haydon, 1907
- Anopheles jamesii Theobald, 1901
- Anopheles japonicus Yamada, 1918
- Anopheles jebudensis Froud, 1944
- Anopheles jeyporiensis James, 1902
- Anopheles judithae Zavortink, 1969
- Anopheles junlianensis Lei, 1996
- Anopheles kalawara Stoker & Waktoedi, 1949
- Anopheles karwari (James, 1903)
- Anopheles keniensis Evans, 1931
- Anopheles kingi Christophers, 1923
- Anopheles kleini Rueda, 2005
- Anopheles kochi Donitz, 1901
- Anopheles kokhani Vythilingam, Jeffrey & Harbach, 2007
- Anopheles kolambuganensis Baisas, 1932
- Anopheles koliensis Owen, 1945
- Anopheles kompi Edwards, 1930
- Anopheles konderi Galvao & Damasceno, 1942
- Anopheles koreicus Yamada & Watanabe, 1918
- Anopheles kosiensis Coetzee, Segerman & Hunt, 1987
- Anopheles kunmingensis Dong, 1985
- Anopheles kweiyangensis Yao & Wu, 1944
- Anopheles kyondawensis Abraham, 1947
- Anopheles labranchiae Falleroni, 1926
- Anopheles lacani Grjebine, 1953
- Anopheles laneanus Correa & Cerqueira, 1944
- Anopheles lanei Glavao & Amarai, 1938
- Anopheles latens Sallum & Peyton, 2005
- Anopheles leesoni Evans, 1931
- Anopheles lepidotus Zavortink, 1973
- Anopheles lesteri Baisas & Hu, 1936
- Anopheles letabensis Lambert & Coetzee, 1982
- Anopheles letifer Sandosham, 1944
- Anopheles leucosphyrus Donitz, 1901
- Anopheles levicastilloi Levi-Castillo, 1944
- Anopheles lewisi Ludlow, 1920
- Anopheles liangshanensis Kang, Tan & Cao, 1984
- Anopheles limosus King, 1932
- Anopheles lindesayi Giles, 1900
- Anopheles listeri Meillon, 1931
- Anopheles litoralis King, 1932
- Anopheles lloreti Gil Collado, 1936
- Anopheles longipalpis (Theobald, 1903)
- Anopheles longirostris Brug, 1928
- Anopheles lounibosi Gillies & Coetzee, 1987
- Anopheles lovettae Evans, 1934
- Anopheles ludlowae (Theobald, 1903)
- Anopheles lungae Belkin & Schlosser, 1944
- Anopheles lutzii Cruz, 1901
- Anopheles macarthuri Colless, 1956
- Anopheles machardyi Edwards, 1930
- Anopheles macmahoni Evans, 1936
- Anopheles maculatus Theobald, 1901
- Anopheles maculipalpis Giles, 1902
- Anopheles maculipennis Meigen, 1818
- Anopheles maculipes (Theobald, 1903)
- Anopheles majidi Young & Majid, 1928
- Anopheles malefactor Dyar & Knab, 1907
- Anopheles maliensis Bailly-Choumara & Adam, 1959
- Anopheles manalangi Mendoza, 1940
- Anopheles mangyanus (Banks, 1906)
- Anopheles marajoara Galvao & Damasceno, 1942
- Anopheles marshallii (Theobald, 1903)
- Anopheles marteri Senevet & Prunnelle, 1927
- Anopheles martinius Shingarev, 1926
- Anopheles mascarensis Meillon, 1947
- Anopheles mattogrossensis Lutz & Neiva, 1911
- Anopheles maverlius Reinert, 1997
- Anopheles mediopunctatus (Theobald, 1903)
- Anopheles melanoon Hackett, 1934
- Anopheles melas Theobald, 1903
- Anopheles mengalangensis Ma, 1981
- Anopheles meraukensis Venhuis, 1932
- Anopheles merus Donitz, 1902
- Anopheles messeae Falleroni, 1926
- Anopheles millecampsi Lips, 1960
- Anopheles milloti Grjebine & Lacan, 1953
- Anopheles minimus Theobald, 1901
- Anopheles minor Lima, 1929
- Anopheles minutus Macquart, 1834
- Anopheles mirans Sallum & Peyton, 2005
- Anopheles moghulensis Christophers, 1924
- Anopheles montanus Stanton & Wacker, 1917
- Anopheles mortiauxi Edwards, 1938
- Anopheles moucheti Evans, 1925
- Anopheles mousinhoi Meillon & Pereira, 1940
- Anopheles multicinctus Edwards, 1930
- Anopheles multicolor Cambouliu, 1902
- Anopheles murphyi Gillies & Meillon, 1968
- Anopheles namibiensis Coetzee, 1984
- Anopheles natalensis (Hill & Haydon, 1907)
- Anopheles nataliae Belkin, 1945
- Anopheles neghmei Mann, 1950
- Anopheles neivai Howard, Dyar & Knab, 1913
- Anopheles nemophilous Peyton & Ramalingam, 1988
- Anopheles neomaculipalpus Curry, 1931
- Anopheles nero Doleschall, 1857
- Anopheles nigerrimus Giles, 1900
- Anopheles nigritarsis Chagas, 1907
- Anopheles nilgiricus Christophers, 1924
- Anopheles nili (Theobald, 1904)
- Anopheles nimbus Theobald, 1902
- Anopheles nimpe Nguyen, Tran & Harbach, 2000
- Anopheles nitidus Harrison, Scanlon & Reid, 1973
- Anopheles nivipes (Theobald, 1903)
- Anopheles njombiensis Peters, 1955
- Anopheles noei Mann, 1950
- Anopheles noniae Reid, 1963
- Anopheles notanandai Rattanarithikul & Green, 1987
- Anopheles notleyi Van Someran, 1949
- Anopheles novaguinensis Venhius, 1933
- Anopheles nuneztovari Gabaldon, 1940
- Anopheles obscurus (Grunberg, 1905)
- Anopheles occidentalis Dyar & Knab, 1906
- Anopheles oedjalikalah Nainggolan, 1939
- Anopheles ohamai Ohama, 1947
- Anopheles oiketorakras Osorno-Mesa, 1947
- Anopheles okuensis Brunhes, Le Goff & Geoffroy, 1997
- Anopheles omorii Sakakibara, 1959
- Anopheles orientalis (Swellengrebel & Swellengrebel de Graaf, 1920)
- Anopheles oswaldoi Peryassu, 1922
- Anopheles ovengensis Awono-Ambene, Kengne, Simard, Antonio-Nkondjio & Fontenille, 2004
- Anopheles pallidus Theobald, 1901
- Anopheles palmatus (Rodenwaldt, 1926)
- Anopheles paltrinierii Shidrawi & Gillies, 1987
- Anopheles paludis Theobald, 1900
- Anopheles pampanai Buttiker & Beales, 1959
- Anopheles pantjarbatu Koesoemawinangoen, 1954
- Anopheles papuensis Dobrotworsky, 1957
- Anopheles paraliae Sandosham, 1959
- Anopheles parangensis (Ludlow, 1914)
- Anopheles parapunctipennis Martini, 1932
- Anopheles parensis Gillies, 1962
- Anopheles parvus Chagas, 1907
- Anopheles patersoni Alvarado & Heredia, 1947
- Anopheles pattoni Christophers, 1926
- Anopheles pauliani Grjebine, 1953
- Anopheles peditaeniatus (Leicester, 1908)
- Anopheles perplexens Ludlow, 1907
- Anopheles persiensis Linton, Sedaghat & Harbach, 2003
- Anopheles peryassui Dyar & Knab, 1908
- Anopheles petragnani Vecchio, 1939
- Anopheles peytoni Kulasekera, Harrison & Prashantha, 1988
- Anopheles pharoensis Theobald, 1901
- Anopheles philippinensis Ludlow, 1902
- Anopheles pholidotus Zavortink, 1973
- Anopheles pictipennis Philippi, 1865
- Anopheles pilinotum Harrison & Scanlon, 1974
- Anopheles pinjaurensis Barraud, 1932
- Anopheles pleccau Koidzumi, 1924
- Anopheles plumbeus Stephens, 1828
- Anopheles pollicaris Reid, 1962
- Anopheles powderi Zavortink, 1970
- Anopheles powelli Lee, 1944
- Anopheles pretoriensis (Theobald, 1903)
- Anopheles pseudobarbirostris Ludlow, 1902
- Anopheles pseudojamesi Strickland & Chowdhury, 1927
- Anopheles pseudomaculipes (Peryassu, 1908)
- Anopheles pseudopictus Grassi, 1889
- Anopheles pseudopunctipennis Theobald, 1901
- Anopheles pseudosinensis Baisas, 1935
- Anopheles pseudostigmaticus Dobrotworsky, 1957
- Anopheles pseudotibiamaculatus Galvao & Barretto, 1941
- Anopheles pseudowillmori Theobald, 1910
- Anopheles pujutensis Colless, 1948
- Anopheles pulcherrimus Theobald, 1902
- Anopheles pullus Yamada, 1937
- Anopheles punctimacula Dyar & Knab, 1906
- Anopheles punctipennis (Say, 1823)
- Anopheles punctulatus Donitz, 1901
- Anopheles pursati Laveran, 1902
- Anopheles quadriannulatus Theobald, 1911
- Anopheles quadrimaculatus Say, 1824
- Anopheles rachoui Galvao, 1952
- Anopheles radama Meillon, 1943
- Anopheles rageaui Mattingly & Adam, 1954
- Anopheles ranci Grjebine, 1953
- Anopheles rangeli Gabaldon, Cova Garcia & Lopez, 1940
- Anopheles recens Sallum & Peyton, 2005
- Anopheles refutans Alcock, 1913
- Anopheles reidi Harrison, 1973
- Anopheles rennellensis Taylor & Maffi, 1991
- Anopheles rhodesiensis Theobald, 1901
- Anopheles riparis King & Baisas, 1936
- Anopheles rivadeneirai Levi-Castillo, 1945
- Anopheles rivulorum Leeson, 1935
- Anopheles rodhaini Leeson, 1950
- Anopheles rollai Cova Garcia, 1977
- Anopheles rondoni Neiva & Pinto, 1922
- Anopheles roperi Reid, 1950
- Anopheles roubaudi Grjebine, 1953
- Anopheles ruarinus Edwards, 1940
- Anopheles rufipes (Gough, 1910)
- Anopheles rupicolus Lewis, 1937
- Anopheles sacharovi Favre, 1903
- Anopheles salbaii Maffi & Coluzzi, 1958
- Anopheles samarensis Rozeboom, 1951
- Anopheles sanctielii Senevet & Abonnenc, 1938
- Anopheles saperoi Bohart & Ingram, 1946
- Anopheles saungi Colless, 1955
- Anopheles sawadwongporni Rattanarithikul & Green, 1987
- Anopheles sawyeri Causey, Deane & Sampaio, 1943
- Anopheles scanloni Sallum & Peyton, 2005
- Anopheles schueffneri Stanton, 1915
- Anopheles schwetzi Evans, 1934
- Anopheles separatus (Leicester, 1908)
- Anopheles seretsei Abdulla-Khan, Coetzee & Hunt, 1998
- Anopheles sergentii (Theobald, 1907)
- Anopheles seydeli Edwards, 1929
- Anopheles shannoni Davis, 1931
- Anopheles similissimus Strickland & Chowdhury, 1927
- Anopheles simlensis James, 1911
- Anopheles sinensis Wiedemann, 1828
- Anopheles sineroides Yamada, 1924
- Anopheles sintoni Puri, 1929
- Anopheles sintonoides Ho, 1938
- Anopheles smaragdinus Reinert, 1997
- Anopheles smithii Theobald, 1905
- Anopheles soalalaensis Grjebine, 1953
- Anopheles solomonis Belkin, Knight & Rozeboom, 1945
- Anopheles somalicus Rivola & Holstein, 1957
- Anopheles splendidus Koidzumi, 1920
- Anopheles squamifemur Antunes, 1937
- Anopheles squamosus Theobald, 1901
- Anopheles stephensi Liston, 1901
- Anopheles stigmaticus Skuse, 1889
- Anopheles stookesi Colless, 1955
- Anopheles stricklandi Reid, 1965
- Anopheles strodei Root, 1926
- Anopheles subpictus Grassi, 1899
- Anopheles sulawesi Koesoemawinangoen, 1954
- Anopheles sumatrana Swellengrebel & Rodenwaldt, 1932
- Anopheles sundaicus (Rodenwaldt, 1948)
- Anopheles superpictus Grassi, 1899
- Anopheles swahilicus Gillies, 1964
- Anopheles symesi Edwards, 1928
- Anopheles takasagoensis Morishita, 1946
- Anopheles tasmaniensis Dobrotworsky, 1966
- Anopheles tchekedii Meillon & Leeson, 1940
- Anopheles telamali Saliternik & Theodor, 1942
- Anopheles tenebrosus Donitz, 1902
- Anopheles tessellatus Theobald, 1901
- Anopheles theileri Edwards, 1912
- Anopheles theobaldi Giles, 1901
- Anopheles thomasi Shannon, 1933
- Anopheles tibiamaculatus (Neiva, 1906)
- Anopheles tigertti Scanlon & Peyton, 1967
- Anopheles torakala Stoker & Waktoedi, 1949
- Anopheles torresiensis Schmidt, Foley, Hartel, Williams & Bryan, 2001
- Anopheles triannulatus Neiva & Pinto, 1922
- Anopheles trinkae Faran, 1979
- Anopheles turkhudi Liston, 1901
- Anopheles ugandae Evans, 1934
- Anopheles umbrosus (Theobald, 1903)
- Anopheles ungujae White, 1975
- Anopheles upemba Lips, 1960
- Anopheles vagus Doentiz, 1902
- Anopheles vaneedeni Gillies & Coetzee, 1987
- Anopheles vanhoofi Wanson & Lebied, 1945
- Anopheles vanus Walker, 1859
- Anopheles vargasi Gabaldon, Garcia & Lopez, 1941
- Anopheles varuna Iyengar, 1924
- Anopheles vernus Gillies & Meillon, 1968
- Anopheles veruslanei Vargas, 1979
- Anopheles vestitipennis Dyar & Kanb, 1906
- Anopheles vietnamensis Nguyen Duc Manh, Tran Duc Hinh & Nguyen Tho Vien, 1993
- Anopheles vinckei Meillon, 1942
- Anopheles vulgaris Hatori, 1901
- Anopheles walkeri Theobald, 1901
- Anopheles walravensi Edwards, 1930
- Anopheles watsonii (Leicester, 1908)
- Anopheles wellcomei Theobald, 1904
- Anopheles wellingtonianus Alcock, 1912
- Anopheles whartoni Reid, 1963
- Anopheles willmorei James, 1903
- Anopheles wilsoni Evans, 1934
- Anopheles xelajuensis Leon, 1938
- Anopheles xiaokuanus Ma, 1981
- Anopheles xui Dong, Zhou, Dong & Mao, 2007
- Anopheles ziemanni Grünberg, 1902